# Julian Borchardt

Julian Borchardt mit seiner Frau, um 1912

Julian Borchardt (* 13. Januar 1868 in Bromberg; † 16. Februar 1932 in Berlin) war ein sozialistischer deutscher Journalist und Politiker zur Zeit des Kaiserreichs und der Weimarer Republik.

## Zeit des Kaiserreichs
Borchardt war Sohn eines jüdischen Kaufmanns und machte nach dem Abschluss der Schule ebenfalls eine Lehre als Handlungsgehilfe. Anschließend war er einige Jahre als Kaufmann in Berlin tätig. In den Jahren 1896 bis 1900 arbeitete Borchardt als Bibliothekar und Lehrer in Brüssel. Gleichzeitig studierte er an der dortigen Universität. Borchardt arbeitete seit den 1890er Jahren als Redakteur für verschiedene sozialdemokratische Zeitungen. Unter anderem war er in Königsberg und in Harburg tätig. In den Jahren 1907 bis 1913 war er angestellter Wanderlehrer beim zentralen Bildungsausschuss der SPD. Er galt als einer der nationalökonomischen Lehrer der Partei.
Von 1911 bis 1913 war er Abgeordneter des Preußischen Abgeordnetenhauses.  Während der Plenumssitzung des Abgeordnetenhauses vom 9. Mai 1912 sorgte Borchardt für einen Eklat, als er die Rede des nationalliberalen Abgeordneten Anton Schifferer durch Zwischenrufe unterbrach und sich nach Ausschluss von der Sitzung durch den Versammlungsleiter Hermann von Erffa weigerte, den Saal zu verlassen. Der Parlamentspräsident ließ Borchardt und den Abgeordneten Robert Leinert zweimal von der Polizei aus dem Saal entfernen. Später wurden beide wegen Hausfriedensbruch und Widerstand angeklagt. Zur Revisionsverhandlung vor dem Reichsgericht in Leipzig (1913) traten Hugo Haase, Wolfgang Heine und Hugo Heinemann als Verteidiger der Angeklagten auf.

## Weltkrieg, Revolution und Weimarer Republik
Aus nicht bekannten Gründen geriet Borchardt noch im selben Jahr mit der Parteiführung in Konflikt. Borchardt gründete daraufhin die Lichtstrahlen. Zeitschrift für internationalen Kommunismus. Diese war zunächst ein Kristallationspunkt der innerparteilichen Opposition. Unmittelbar nach dem Beginn des Ersten Weltkrieges und der Bewilligung der Kriegskredite durch die sozialdemokratische Reichstagsfraktion rief Borchardt den linken Flügel der Partei auf, die SPD zu verlassen. Er selbst vollzog diesen Schritt bereits 1914. Im Laufe des Jahres 1915 warben die Lichtstrahlen intensiv für eine Abspaltung. Verbindungen bestanden zu den Bremer Linksradikalen wie Anton Pannekoek und Karl Radek, die regelmäßig in Borchardts Zeitung schrieben.
Eine Gruppe um Borchardt in Berlin und die Bremer Radikalen bildeten ab 1915 die Internationalen Sozialisten Deutschlands (später Internationale Kommunisten Deutschlands). Diese schloss sich der Zimmerwalder Gruppe an. Der einzige Teilnehmer der Zimmerwalder Konferenz von Seiten der Internationalen Sozialisten war Borchardt. Nach dem Verbot der Lichtstrahlen gründete er 1916 die Zeitschrift Leuchtturm, die allerdings ebenfalls kurz darauf verboten wurde. Die scheinbare Handlungs- und Initiativlosigkeit der breiten Bevölkerungsschichten ließ Borchardt resignieren und er stimmte ab 1917 nicht mehr mit den vorherrschenden Meinungen der Internationalen Sozialisten überein.
Im Dezember 1918 wurde Borchardt von den Internationalen Kommunisten wegen seiner anarchistischen Tendenzen ausgeschlossen und machte damit den Anschluss an die KPD nicht mit. In den folgenden Jahren gehörte Borchardt keiner Partei mehr an. Nach der Novemberrevolution war er allerdings bis 1921 erneut Herausgeber der Lichtstrahlen. Er war während der Republik Mitglied im Schutzverband Deutscher Schriftsteller und Mitbegründer des Bundes proletarisch-revolutionärer Schriftsteller. Außerdem war er Lehrer an der Marxistischen Arbeiterschule (MASCH). Im Jahr 1931 erhielt Borchardt durch Dawid Borissowitsch Rjasanow eine Berufung an das Marx-Engels-Institut in Moskau, um an der Marx-Engels-Gesamtausgabe mitzuwirken. Während der Vorbereitung auf die Übersiedlung nach Moskau erkrankte er und starb am 16. Februar 1932 in Berlin.
Borchardt war auch als Übersetzer, insbesondere der englischen Literatur zur Lage der Arbeiterklasse, tätig. Außerdem war er Autor und Herausgeber zahlreicher volkswirtschaftlicher und politischer Schriften. Darunter war eine oft aufgelegte Volksausgabe des Kapitals von Karl Marx (erste Auflage 1919).

## Schriften (Auswahl)
- Die Arbeitslosigkeit. In: Der sozialistische Akademiker. 1. Jg. 1. Juni 1895, Heft 11, S. 197–201. FES
- Die Arbeitslosigkeit. In: Der Sozialistische Akademiker. 1. Jg. 15. Juni 1895, Heft 12, S. 215–220. FES
- Woher kommt das Geld zum Kriege? Leipziger Buchdruckerei, Leipzig 1916. MDZ Reader
- Revolutionshoffnung! Verlag der Lichtstrahlen, Berlin-Lichterfelde 1917. MDZ Reader
- Ich und der U-Bootkrieg. Ein Wort der Abwehr. Selbstverlag, Berlin-Lichterfelde 1917. Staatsbibliothek Berlin Digitalisat
- Friede, Freiheit, Brot und parlamentarisches System. Fr. Wilh. Grunow, Leipzig 1917. MDZ Reader
- Karl Marx. Das Kapital. Kritik der politischen Oekonomie. Gemeinverständliche Ausgabe, besorgt von Julian Borchardt. Neuzeitlicher Buchverlag, Berlin-Schöneberg 1919. (3. Auflage. Laub, Berlin 1922; 5., durch ein Register vermehrte Auflage. Laub, Berlin 1922; 7. Neu bearbeitete Ausgabe. Laub, Berlin / Hamburg, Klemm, Leipzig 1931.) Neuauflage 2018 im Westhafen Verlag, ISBN 978-3-942836-16-6.
- Kassandrarufe. Heraus aus Not und Tod!. „Der Firn“ Verlag, Berlin 1919. MDZ Reader
- Die Diktatur des Proletariats. Verlag der Lichtstrahlen, Berlin-Lichterfelde 1919. MDZ Reader
- Vor und nach dem 4. August 1914. Hat die deutsche Sozialdemokratie abgedankt? Verlag der Lichtstrahlen, Berlin-Lichterfelde 1919. Staatsbibliothek Berlin Digitalisat
- Die volkswirtschaftlichen Grundbegriffe nach der Lehre von Karl Marx. Buchverlag Rätebund, Berlin 1920. (=Räte Lehrbücher Band 4) MDZ Reader
- Das Papiergeld in der Revolution 1797=1920. „Der Firn“ Verlag, Berlin 1920.  MDZ Reader
- Deutsche Wirtschaftsgeschichte. Von der Urzeit bis zur Gegenwart. 1. Band. Laub, Berlin 1922.MDZ Reader
- Deutsche Wirtschaftsgeschichte. Von der Urzeit bis zur Gegenwart. 2. Band. Laub, Berlin 1924. MDZ Reader
- Weltkapital und Weltpolitik. Laub, Berlin 1927. MDZ Reader